# سهیب‌نگر
سهیب‌نگر (به انگلیسی: Sahibnagar) یک منطقهٔ مسکونی در پاکستان است که در پنجاب واقع شده‌است. سهیب‌نگر ۱۶۷ متر بالاتر از سطح دریا واقع شده‌است.